# Interferone beta-1a
L'interferone beta-1a è uno degli interferoni usato per il trattamento della sclerosi multipla, prodotto da cellule di mammifero.
Gli interferoni hanno mostrato di dare una riduzione del circa 18-38% nelle ricadute della sclerosi multipla, e di rallentarne la progressione di disabilità nei pazienti affetti.
Nessuno dei prodotti in commercio è risolutivo nei confronti della malattia, ma i pazienti che oggi cominciano presto ad usare gli interferoni potrebbero beneficiare dell'alterazione del naturale corso della malattia.
Ci sono due competitori principali sul mercato per questi farmaci, più un altro biogenerico/biosimilare e la forma peghilata:
- Avonex (Biogen Idec)
- Plegridy (Biogen Idec)
- Rebif (Merck)
- CinnoVex (CinnaGen)

## Impiego clinico
Anche se il loro esatto meccanismo d’azione non è ancora noto, si ritiene che gli interferoni-ß aiutino a ridurre l’infiammazione nelle forme recidivanti di sclerosi multipla. Non è stata ancora stabilita l’efficacia dell’interferone beta-1a nella sclerosi multipla primariamente progressiva.
I farmaci basati sull'interferone beta potrebbero dare effetti benefici sulla progressione della sclerosi multipla tramite le loro proprietà anti-infiammatorie. Studi hanno anche evidenziato come l'Interferone beta migliori l'integrità della barriera emato-encefalica (BBB, Blood-Brain Barrier), che di solito risente della SM diventando più permeabile e permettendo l'incremento delle sostanze e delle cellule infiammatorie che raggiungono il cervello. 
Questi studi sono per ora stati effettuati unicamente in vitro quindi i risultati potrebbero non essere direttamente replicabili negli esseri umani.

## Tipologia farmacologica

### Avonex
Avonex fu approvato negli Stati Uniti nel 1996, e in Europa nel 1997, ed è registrato in oltre ottanta paesi nel mondo. È la terapia più usata negli Stati Uniti, costituendo circa il 40% complessivo in tutto il mercato, e in Europa, occupando il 30% circa di tutto il mercato. È prodotto dalla compagnia Biogen Idec biotechnology, che originariamente si occupava del farmaco secondo la Orphan Drug Act, legge americana che incoraggia le industrie farmaceutiche a sviluppare farmaci per malattie che hanno poco mercato.
Avonex è venduto in due formulazioni, una polvere liofilizzata che richiede una preparazione prima dell'iniezione e un kit formato da una siringa che contiene già il farmaco premiscelato; viene somministrato una volta alla settimana per iniezione intramuscolare.

### Rebif
Rebif è un farmaco in grado di modificare il corso della malattia (del tipo DMD, “disease-modifying drugs”) ed è indicato nella sclerosi multipla recidivante-remittente (SMRR).
Rebif è simile alla proteina dell'interferone beta prodotto dal corpo umano. È stato approvato in Europa nel 1998 e negli Stati Uniti nel 2002 e registrato in più di novanta paesi in tutto il mondo. In Europa è commercializzato da Merck, mentre negli Stati Uniti da EMD Serono e Pfizer grazie a un'eccezione contenuta nell'Orphan Drug Act.
Rebif è somministrato tramite iniezione subcutanea tre volte la settimana e può essere conservato a temperatura ambiente fino a quattordici giorni.
È stato dimostrato che il medicinale ritarda la progressione della disabilità, riduce la frequenza delle recidive e riduce l’attività e l’estensione delle lesioni.
Studi hanno evidenziato l’efficacia a lungo termine. Nel gennaio 2012, la Commissione Europea ha approvato l’estensione dell’indicazione dell’interferone beta-1a di Merck per i pazienti che hanno manifestato un singolo evento demielinizzante suggestivo di sclerosi multipla. Tale estensione dell’indicazione non è stata richiesta negli Stati Uniti.

### CinnoVex
CinnoVex è il nome tradizionale dell'interferone beta 1-a prodotto come biosimilare/biogenerico in Iran. Viene prodotto in forma liofilizzata e venduto con acqua demineralizzata per iniezioni. 
Cinnovex fu sviluppato al Fraunhofer-Institut in collaborazione con CinnaGen, ed è la prima proteina terapeutica prodotta dal Fraunhofer laboratory per essere approvato come medicinale biogenerico/biosimilare.
Una variante idrosolubile è tuttora ricercata dal Vakzine Projekt Management (VPM) GmbH a Braunschweig, in Germania.

## Farmaci affini
Strettamente connesso all'interferone beta-1a è l'interferone beta-1b, che potrebbe essere indicato nel trattamento della sclerosi multipla e ha un profilo farmacologico simile. L'interferone beta-1b è commercializzato dalla Berlex negli Stati Uniti come Betaseron e fuori dagli USA come Betaferon dalla Schering AG. Extavia è una nuova marca di interferone beta-1b commercializzata da Novartis dagli inizi del 2009.

## Effetti collaterali
I principali effetti collaterali sono sintomi simil-influenzali, reazioni che avvengono sul sito di iniezione, aumento degli enzimi epatici e anomalie delle cellule ematiche. Anche se questi farmaci migliorano i risultati di certi test diagnostici, essi non curano la MS e molti pazienti non percepiscono alcun miglioramento e, anzi, solo effetti avversi che sostanzialmente riducono la qualità della vita. Col passare del tempo, fenomeni di tolleranza fisiologica e una ridotta efficienza possono manifestarsi per lo sviluppo di anticorpi contro il farmaco e gli effetti avversi possono persistere anche dopo la sospensione dell'assunzione.
I sintomi simili all'influenza si manifestano nella loro totalità dopo circa un paio d'ore dall'iniezione, e durano in molti casi anche l'intera giornata successiva. In molti pazienti questi sintomi diminuiscono col passare del tempo, ma altri continuano ad averli per lunghi periodi. Può essere d'aiuto prendere il medicinale prima di andare a letto e l'uso di un antidolorifico o un antinfiammatorio per contrastare gli effetti collaterali.
Le reazioni dovute al sito di iniezione possono essere invece mitigate alternando il sito di iniezione.
Questi effetti collaterali sono spesso ritenuti abbastanza rilevanti da indurre molti pazienti all'essere discontinui nell'assunzione degli interferoni.
Altri problemi sono rappresentati da risultati scarsi negli esami sul fegato e anormalità dei globuli rossi. Effetti collaterali seri includono depressione, convulsioni o problemi al fegato.

### Interferone e Natalizumab
Secondo gli attuali studi e sperimentazioni su piano internazionale, è assolutamente sconsigliata l'assunzione contemporanea, precedente o successiva di interferoni o immunosoppressori e natalizumab poiché aumenta il rischio di sviluppare leucoencefalopatia multifocale progressiva.